# George C. Marshall Institute
Le George C. Marshall Institute (GMI) est un think tank conservateur à but non lucratif aux États-Unis. Il a été fondé en 1984, et portait son attention sur les rapports de politique publique et scientifique. Initialement, il était principalement actif dans le domaine de la politique de défense. À la fin des années 1980, il a mis en avant des points de vue climato-sceptiques et en particulier, il a fait la promotion de positions marginales s'opposant au consensus scientifique sur le réchauffement climatique. Le think tank a reçu un soutien financier important de la part de compagnies pétrolières telles ExxonMobil,.
Il a été dissous en 2015, rejoignant une nouvelle organisation, la CO2 Coalition.

## Histoire
Le George C. Marshall Institute a été fondé en 1984 par Frederick Seitz (ancien président de l'Académie nationale des sciences des États-Unis), Robert Jastrow (fondateur du Goddard Institute for Space Studies de la NASA), et William Nierenberg (ancien directeur de l'Institut d'océanographie Scripps). Le but initial de l'Institut était de jouer un rôle dans les débats sur la politique de défense, en défendant l'Initiative de défense stratégique (IDF) de Ronald Reagan (ou guerre des étoiles). En particulier, elle cherchait à défendre l'IDF contre les critiques de l'Union of Concerned Scientists, un groupe de scientifiques américains, de physiciens éminents tels que Hans Bethe, Richard Garwin, et de l'astronome Carl Sagan. Selon l'Institut, l'Union soviétique constituait une menace militaire susceptible de constituer une menace mondiale dans les cinq ans qui suivraient. 
En 1991, lorsque la guerre froide a pris fin avec l'effondrement de l'Union soviétique, l'Institut a abandonné ses préoccupations sur la défense pour adopter un point de vue climatosceptique sur le réchauffement climatique.
Le passage de l'institut au scepticisme environnemental a commencé avec la publication d'un rapport de William Nierenberg sur le réchauffement climatique. Lors de l'élection présidentielle américaine de 1988, George H. W. Bush s'était engagé à ce que la Maison Blanche se préoccupe de l'effet de serre. Le rapport de Nierenberg, qui minimise cet effet en attribuant le réchauffement climatique à l'activité solaire, a eu une influence notable sur la future présidence Bush, renforçant ceux qui s’opposaient à une réglementation environnementale, et, en 1990, les fondateurs du Marshall Institute ont publié un livre sur le changement climatique. Cependant, David Allan Bromley, un physicien nommé comme conseiller scientifique présidentiel, a convaincu George Bush de signer la convention-cadre des Nations unies sur les changements climatiques en 1992, malgré l'opposition de plusieurs membres de son gouvernement.
En 1994, le président de l'Institut, Frederick Seitz, publia un article intitulé Réchauffement de la planète et controverses relatives aux trous d'ozone: un défi au jugement scientifique. Seitz y mettait en doute le point de vue selon lequel les CFC constribuaient de façon majeure à la destruction de la couche d'ozone, préoccupation importante à l'époque et à laquelle tentait de remédier le protocole de Montréal entré en vigueur en 1989. Dans le même article, commentant les dangers du tabagisme passif, il concluait qu'il n'y a aucune preuve valable sur la dangerosité de ce dernier dans des circonstances normales. Ces positions furent dénoncées par Naomi Oreskes. 
En 2012, l'Institut a pris en charge la gestion du site web Missilethreat.com du think tank conservateur Claremont Institute (en). Missilethreat.com a pour but d'informer le peuple américain des menaces liées aux missiles, encourageant ainsi le déploiement d'un système de défense antimissile balistique. Depuis la fermeture de l'Institut, le site Missilethreat.com est maintenu par le Center for Strategic and International Studies.

## Réchauffement climatique
Depuis 1989, le GMI  a participé à ce qu’il a appelé « un examen critique de la base scientifique de la politique mondiale en matière de changement climatique ». En 1998, Jeffrey Salmon, alors directeur exécutif de GMI, a contribué à l'élaboration de la stratégie de l'American Petroleum Institute consistant à mettre en avant les incertitudes portant sur les sciences du climat. Dans un article de 2007 paru dans Newsweek sur le  réchauffement climatique, le GMI a été décrit comme un « rouage central de la machine à nier ». 
Le GMI est l'un des rares groupes de réflexion conservateurs sur la politique environnementale à compter des scientifiques parmi son personnel. Parmi eux, Sallie Baliunas et (jusqu'à sa mort en 2008) Frederick Seitz (un ancien président de la Académie nationale des sciences de 1962 à 1969) ont siégé à son conseil d’administration. Patrick Michaels est un scientifique invité et Stephen McIntyre, Willie Soon et Ross McKitrick ont été des contributeurs réguliers. Richard Lindzen a siégé au Conseil consultatif des sciences du GMI. 
Matthew Crawford a été nommé directeur exécutif du GMI en septembre 2001. Il a quitté le GMI au bout de cinq mois, affirmant que le travail du GMI consistait à fabriquer des arguments sur le réchauffement climatique qui avaient le bon goût de coïncider avec les prises de position de l'industrie pétrolière qui finançait le GMI. Dans son livre Shop Class as Soulcraft, il reprend cette accusation, précisant que, dans les publications du GMI, les apparences de l'érudition étaient utilisées pour donner un vernis scientifique à des positions prises ailleurs.
En février 2005, le GMI a co-parrainé une réunion du Congrès des États-Unis au cours de laquelle le sénateur James Inhofe a fait l’éloge du roman de Michael Crichton intitulé État d'urgence et s'en est pris au graphique en crosse de hockey, utilisé par le GIEC en 2001. 
William O'Keefe, président-directeur général du GMI, a remis en question les méthodes utilisées par les partisans de nouvelles restrictions gouvernementales visant à lutter contre le réchauffement de la planète.
Dans son ouvrage Requiem pour l'espèce humaine (2010), Clive Hamilton critique le GMI et soutient que la réaction conservatrice contre la recherche sur le réchauffement climatique a été menée par trois physiciens renommés, Frederick Seitz , Robert Jastrow et William Nierenberg, fondateurs de l’Institut en 1984. Selon Hamilton, dans les années 1990, l’activité principale du GMI était de s'attaquer à la science du climat. Naomi Oreskes et Erik M. Conway parviennent à une conclusion similaire dans Les Marchands de doute (2010), où ils ont identifié quelques scientifiques associés à des groupes de réflexion conservateurs et qui ont combattu le consensus scientifique et ont semé la confusion et les doutes sur le réchauffement planétaire.
Dans le livre Climate Change: An Encyclopedia of Science and History (2013), les auteurs note que le GMI a reçu un financement des industries de l'automobile et des combustibles fossiles. Ils ont établi que le GMI a soutenu les auteurs opposés à l'hypothèse d'un réchauffement anthropique et aux politiques d'atténuation proposées, en mettant l'accent sur le marché libre et les dangers d'une régulation gouvernementale, qui, selon eux, nuirait à l’économie américaine.